# Bepotastina
La bepotastina, es  vendida bajo las marcas Bepreve entre otras, es un medicamento que se utiliza como colirio para tratar la conjuntivitis alérgica. Por vía oral este medicamento se puede utilizar para la rinitis alérgica  y la urticaria.
Efectos secundarios comunes de este medicamento : irritación ocular, dolor de cabeza y congestión nasal. Si bien no hay evidencia de que el uso de este medicamento sea perjudicial durante el embarazo, dicho uso no ha sido bien estudiado. Es un antihistamínico y estabilizador de mastocitos.
Este medicamento fue aprobada para uso médico en Japón en 2000 y en los Estados Unidos en 2009. En Estados Unidos, 5 ml para los ojos cuestan alrededor de 70 dólares estadounidenses en 2022.